# Jijiga
Jijiga (szomáli nyelven: Jigjiga) város Etiópiában, az ország északkeleti részén. Egykor Hararghe tartományhoz tartozott, ma Szomália szövetségi állam székhelye.

## Fekvése
Jijiga Szomália szövetségi államban, annak Jijiga Zónájában található, Harartól 80 km-re keletre és 60 km-re a szomáliai határtól. 1609 méterrel fekszik a tengerszint felett.

## Közlekedés
A Harart a szomáliai Hargeysával összekötő főút mentén fekszik. Egy 2008-ban épült 170 km hosszú, egész évben járható aszfalt- és betonút köti össze Degehabur városkával. Jijigának saját repülőtere is van, amely az Etióp Légierő egyik bázisa. Polgári repülése Dire Dawába és Godébe irányul.

## Története
1893-ban egy brit vadász, Swyne ezredes járt Jijigában, melyet cölöpkerítéssel megerősített erődként írt le, ahol 25 fős helyőrség állomásozott. 1903-ban Mohammed Abdullah Hassan a szomáliai Dervis Állam vezetője sikertelenül támadta meg az erődöt, nagy veszteségeket szenvedett, de az etiópok által zsákmányolt állatait vissza tudta szerezni.
A mai várost 1916-ban alapította Tekle Hawariat Tekle Mariyam, aki a város szerkezetét szabályos négyzetrácsos alapon jelölte ki. A második abesszíniai háború alatt a város Nasibu Emmanual seregének főhadiszállása volt a város, mígnem 1936 május 5-én Navarra ezredes olasz csapatai elfoglalták.
Egy templom romjainak bejárásakor Rodolfo Graziani tábornok beleesett egy rejtett gödörbe, melyet később teljes meggyőződéssel az ő csapdába ejtésére tett kísérleteként értelmezett. Ez az eset is hozzájárult a tábornok paranoiájához, mely később tömeges vérengzéseket váltott ki, amivel kiérdemelte az "Etiópia Mészárosa" címet.
1941-ben az olasz őrség elhagyta a várost, melyet március 17-én a brit hadsereg 23-ik Nigériai Brigádja foglalt el. Az 1941-es brit-etióp egyezmény értelmében Jijiga és környéke a „Lefoglalt Területek” része lett, melyet csak 1948-ban, Hailé Szelasszié császár által gyakorolt nyomás hatására adtak vissza az etióp közigazgatásnak.
Ekkor szomáli nacionalisták tüntetést tartottak, a Szomália Ifjúsági Liga épülete előtt pedig felvonták Szomália zászlóját. Az épp kivonuló britek a tartományi kormányzó kérésére sem avatkoztak bele az ügybe, így az etióp rendőrség egy gépfegyverrel lelőtte a zászlót. Az ezt követő zavargásokban egy rendőr és 25 tüntető vesztette életét.
A terület kormányzója 1959-ben Germame Neway volt, aki a reformokat sürgető 1960-as puccs egyik kulcsfigurája lett.
Az etióp forradalom elején, 1974 április 13-án a Harmadik Hadosztály letartóztatta és házi őrizetbe helyezte a város kormányzóját.
Az ogadeni háború alatt, 1977 szeptembere és 1978 februárja között a várost a Szomáli Felszabadító Nemzeti Front szállta meg.
1996. március 10-13. között Jijigában nagyszabású konferenciát tartottak az ország békéjéről és fejlődéséről, melyen a legmagasabb szintű vezetőktől a helyi közigazgatás irányítóiig sokat részt vettek.
2007. május 28-án, egy a Derg felett aratott győzelem emlékére tartott ünnepélyen Jijigában és a közeli Degehaburban támadás érte a megemlékezőket, melynek során legkevesebb 16 embert megöltek és 67-et megsebesítettek. A támadásért az etióp kormány az Ogadeni Felszabadító Frontot tette felelőssé.
2008. május 29-én a Jijiga folyó áradása miatt a városban és környékén 29 ember meghalt és 350 ház vált lakhatatlanná.
2008. szeptember 27-én bomba robbant egy hotelben, mely nyolc embert megölt. Az elfogott gyanúsított korábban az Al-Itihaad al-Islamiya nevű terrorszervezet tagja volt. A támadások célja az etióp uralom felszámolása Ogadenben és a térség függetlensége vagy egyesítése Szomáliával.

## Népessége
A város népessége 2005-ben 98 076 fő volt, amelyből 50 355 volt férfi és 47 721 nő. A négy legnagyobb népcsoport a szomáli (61,6%), az amhara (23,3%), az oromo (7,3%) és a guragie (4,4%) volt.

## Fordítás
- Ez a szócikk részben vagy egészben  a   Jijiga című angol Wikipédia-szócikk fordításán alapul.  Az eredeti cikk szerkesztőit annak laptörténete sorolja fel. Ez a jelzés csupán a megfogalmazás eredetét és a szerzői jogokat jelzi, nem szolgál a cikkben szereplő információk forrásmegjelöléseként.